# پنی راک (کانزاس)
پنی راک (به انگلیسی: Pawnee Rock) شهری در ایالت کانزاس کشور ایالات متحده آمریکا است که جمعیت آن در سرشماری سال ۲۰۱۰ میلادی، ۲۵۲ نفر بوده‌است.